# يودنبورغ
يودنبورغ (بالإنجليزية: Judenburg)‏ هي بلدة أثرية تقع في شتايرمارك في النمسا. منذ اليوم الأول من يناير 2012 أصبحت مركزا إداريا جديدا في منطقة مورتال بينما كانت عاصمة منطقة يودنبورغ سابقا.

## المدن التوأمة
المدن التالية هي مدن توأمة لـيودنبورغ.
 ألتيا, إسبانيا - 1991
 باد كوتستينغ, ألمانيا - 1991
 بيلاجيو, إيطاليا - 1991
 بوندوران, جمهورية أيرلندا - 1991
 غرانفيل, فرنسا - 1991
 هولستيبرو, الدنمارك - 1991
 هوفاليز, بلجيكا - 1991
 ميرسن, the هولندا - 1991
 Niederanven, لوكسمبورغ - 1991
 بروزة, اليونان - 1991
 Sesimbra, البرتغال - 1991
 Sherborne, المملكة المتحدة - 1991
 كاركيلا, فنلندا - 1997
 Oxelösund, السويد - 1998
 Judenburg, النمسا - 1999
 خوينا, بولندا - 2004
 كوسيغ, المجر - 2004
 سيغولدا, لاتفيا - 2004
 سوشيتسا, التشيك - 2004
 Türi, إستونيا - 2004
 زفولن, سلوفاكيا - 2007
 بريناي, ليتوانيا - 2008
 مارساسكالا, مالطا - 2009
 سيريت, رومانيا - 2010

## أعلام
- ستيفان نوتز
- كريستوف فريتاج
- مايكل مادي
- كريستوف يوجين
- شتيفان بوش
- هانس دور